# كلاريزا كلايتون
كلاريزا كلايتون (بالإنجليزية: Klariza Clayton)‏ ولدت في (9 مارس 1989), في هونغ كونغ, هي ممثلة البريطانية، ومثلة بدور كارين مكلاير، في المسلسل التلفزيوني، بشرات (مسلسل).

## مهنة
بدأت حياتها المهنية كلاريزا في عام 2007، حيث كان لها دور قصير في قناة (سي بي بي سي) في فيلم يونغ دراكولا بدور ديليا. ومثلت بدورها الكبير المقبل على الدراما في سن المراهقة بقناة (إي 4) في بشرات (مسلسل) بدور كارين مكلاير، الشقيقة الصغرى لفريدي مكلاير  ثم قامت ببطولة شارون، بجانب الفائز بجائزة الاوسكار، مايكل كين في فيلم هاري براون.

## الحياة الشخصية
كلاريزا نصف فلبينيون على جانب والدتها وإنجليز نصف على جانب والدها. لديها ثلاثة إخوة أكبر في السن، وتقيم حاليا في كرويدون، جنوب لندن.